# Long Hot Summer
«Long Hot Summer» —en español: «Largo y caluroso verano» es una canción interpretada por la banda Pop británica Girls Aloud salida de su tercer álbum de estudio Chemistry (2005),  la canción fue escrita por Miranda Cooper, Brian Higgins y su equipo de producción Xenomania, y producida por Higgins y Xenomania.  La canción fue grabada por Girls Aloud originalmente para la banda sonora de la película de Walt Disney Pictures, Herbie: Fully Loaded, pero las negociaciones se vinieron abajo. En agosto del 2005 fue lanzado como primer sencillo de Chemistry y alcanzó el puesto número 7 en las listas británicas siendo el primer sencillo de la banda en quedar fuera del top 5 en el UK Singles Chart

## Antecedentes y composición
Descrita como "una canción Optimista"  "Long Hot Summer" está escrita en la tonalidad de sol mayor. La progresión de acordes varía a lo largo de la canción, pero acordes usados incluyen G, D, E, C y A. por otro lado por su estilo musical ha sido comparada con sonidos de otras bandas pop como Bananarama.
"Long Hot Summer" fue escrita por Xenomania mientras estaban en Los Ángeles en sus reuniones con Disney y fue grabada con el fin de ser parte del Reboot de Walt Disney Pictures, Herbie: Fully Loaded.  pero las negociaciones nunca se concretaron (aun así el Vídeo musical fue inspirado en la película).

## Formatos y remixes
| UK CD1 (Polydor / 9873410) 1. «Long Hot Summer» — 3:52 2. «Love Machine» (Live at Hammersmith Apollo) — 4:55 UK CD2 (Polydor / 9873589) 1. «Long Hot Summer» (Radio Edit) — 3:52 2. «Long Hot Summer» (Benitez Beats) — 5:12 3. «Real Life» (Live at Hammersmith Apollo) — 3:52 4. «Long Hot Summer» (Video) — 3:59 5. «Long Hot Summer» (Karaoke Video) — 3:59 6. «Long Hot Summer» (Game) 7. «Long Hot Summer» (Ringtone) | UK 12" 1. «Long Hot Summer» — 3:52 2. «Long Hot Summer» (Tony Lamezma Rides Again) — 7:12 3. «Jump» (Almighty Remix) — 7:34 UK iTunes exclusive download 1. «Long Hot Summer» (Live at G-A-Y) — 3:52 |

## Posicionamiento
| Listas (2005)                  | Posición |
| ------------------------------ | -------- |
| European Hot 100               | 27       |
| Irlanda (IRMA)                 | 16       |
| Reino Unido (UK Singles Chart) | 7        |